# Stransko
Stransko (bulgariska: Странско) är ett distrikt i Bulgarien.   Det ligger i kommunen Obsjtina Dimitrovgrad och regionen Chaskovo, i den centrala delen av landet, 200 km öster om huvudstaden Sofia.
Trakten runt Stransko består till största delen av jordbruksmark. Runt Stransko är det ganska glesbefolkat, med 47 invånare per kvadratkilometer.